# クウチュウ戦
Koochewsen（クウチュウセン）は2008年に東京で結成されたロック・バンド。

## メンバー
- リヨ - ボーカル・ギター
- ベントラーカオル - キーボード・ギター・ベース
  - あらかじめ決められた恋人たちへのメンバーとしても活動している。
- アバシリ（網走 ぱうろ）- ドラムス
  - 2014年5月に加入。

## 来歴
- 2008年
  - 大学1年生だったリヨとニシヒラユミコが原型となるバンドを結成。

- 2011年
  - 1月、ベントラーカオルが加入。
  - 7月、リヨが突然ペルーへ飛び、その後2012年3月までイギリスなどヨーロッパを放浪。この間、クウチュウ戦は活動休止となる。

- 2012年
  - 11月、シングル『意気消沈/白い十代』を500枚限定でリリース。瞬く間にソールドアウト。同月、下北沢CLUB QUEにてシングル発売記念3マンライブ(w/股下89、壊れかけのテープレコーダーズ)を決行、ソールドアウト。

- 2013年
  - 1月、アルバム『プログレ』をリリース。新宿MARZにてアルバム発売記念2マンライブ(w/オワリカラ)を決行。
  - 10月、下北沢CLUB QUEにて盟友二組をゲストに招き、3マンライブ(w/きのこ帝国、うみのて)を決行、ソールドアウト。大阪ミナミホイール、京都ボロフェスタに出演。

- 2014年
  - 2月、東京と大阪でミラーマン(現ボールズ)との共同企画「ミラー戦隊クウチュウマン」（w/或る感覚［東京］、HAPPY［大阪］）を決行[1]、いずれもソールドアウト。会場限定シングル「予言/いっそUFO」をリリース[2]。
  - 5月、アバシリがドラマーとして加入、新体制のクウチュウ戦が誕生。
  - ぐるぐるtoiro、やついフェス、見放題、ぐるぐる回る、CONNECT歌舞伎町、ミナミホイールなどのイベントに出演。
  - 9月、HAPPYと名古屋にて2マンライブ。

- 2015年
  - 5月、1stミニアルバム『コンパクト』をリリース[3]。
  - 7月、カラスは真っ白と東阪ツーマン・ツアーを開催[4]。
  - 9月、かせきさいだぁ&ハグトーンズ、嶺川貴子＆Dustin Wongを招いて、新宿MARZにて自主企画イベント「クウヂュウの戦～ikusa～ Vol.1」を開催。

- 2016年
  - 1月、2ndミニアルバム『Sukoshi Fushigi』をリリース[5]。
  - 4月、東京と大阪でワンマンライブを開催。
  - 8月、3rdミニアルバム『超能力セレナーデ』をリリース。
  - 9月、haikarahakuti、曽我部恵一を招いて、六本木VARITにて自主企画イベント「クウヂュウの戦～ikusa～ Vol.2」を開催[6]。
  - 10月、仙台・東京・名古屋・大阪、福岡の5か所でリリースツアーを開催。
- 2017年
  - 3月-5月、オワリカラ、鳴ル銅鑼、ジョニー大蔵大臣（水中、それは苦しい）を招いて、新宿MARZにて自主企画イベント「愛の2マンシリーズ・マンスリー×3」を開催[7]。
  - 6月、1st love albumとして『愛のクウチュウ戦』をリリース[8]。
  - 9月、東名阪でワンマンライブを開催。
  - 10月、バンド名を「Koochewsen」へ改名。
- 2022年
  - 2月24日のライブをもって、魂の夏休みと題した実質の活動休止に入った。

## ディスコグラフィー

### シングル
|                | 発売日         | タイトル                          | 収録アルバム |   |
| demo           |                |                                   | 収録アルバム |   |
|                | 2010年7月26日  | demo その1                        | -            |   |
|                | 2010年11月3日  | 佐知子 / ニューロマンス           | プログレ     |   |
| シングル / PTA |                |                                   |              |   |
| 1              | 2012年11月14日 | 意気消沈 / 白い十代               | プログレ     |   |
| ライブ会場限定 | 2014年2月11日  | 予言 / いっそUFO                  | -            | - |
| 配信限定       | 2018年2月2日   | ヴィーナスの恋人 / 深海魚のマーチ | -            | - |
| 配信限定       | 2018年6月15日  | your TV / English man             | -            | - |

## ミュージックビデオ
| 監督     | 曲名                                                                                   |
| 加藤マニ | 「インドのタクシー」「ぼくのことすき」「光線」「セクシーホモサピエンス」「ユートピア」 |
| 佐藤敬   | 「佐知子」                                                                             |
| 山辺真美 | 「魔法が解ける」「雨模様です」「追跡されてる」「アモーレ」                             |
|          |                                                                                        |

## 主なライブ

### ワンマンライブ・主催イベント
- 2015年05月12日 - 初ワンマン「クウチュウ戦爆音生試聴会」[3]
- 2015年07月14日・29日 - クウチュウ戦リリースツアー"コンパクトOSAKATOKYO"[4]
w/カラスは真っ白
- 2015年09月10日 - クウチュウ戦presents 「クウヂュウの戦～ikusa～Vol.1」
w/かせきさいだぁ＆ハグトーンズ / 嶺川貴子＆Dustin Wong
- 2016年04月16日・04月23日 - クウチュウ戦「Sukoshi Fushigi Tokyo & Osaka」
- 2016年09月10日 - クウチュウ戦presents 「クウヂュウの戦～ikusa～Vol.2」
w/haikarahakuti
- 2016年10月19日〜11月03日 - 超能力セレナーデツアーx
- 2017年3月15日・4月21日・5月17日 - クウチュウ戦presents「愛の2マンシリーズ・マンスリー×3」[7]
w/オワリカラ / 鳴ル銅鑼 / クウチュウ、それは苦しい（ジョニー大蔵大臣+クウチュウ戦）
- 2017年9月15日〜9月28日 - 『愛のクウチュウ戦』レコ発ワンマン 「クウチュウ戦のfirst love tour 2017」

### 出演イベント
- 2012年09月15日 - Yuya Tsuji Presents ETERNAL ROCK CITY.2012
- 2012年10月13日 - 見放題2012
- 2012年11月18日 - この神秘がバーニングする
- 2012年11月28日 - 湧出!桃源郷音泉 -MINAMI WHEEL EDITION-
- 2012年12月23日 - THEラブ人間決起集会「下北沢にて'12」
- 2013年02月20日 - SAVE OUR MUSIC vol.4
- 2013年06月05日 - Beat Happening! ～PLAY THE HAPPENING!～
- 2013年10月13日 - MINAMI WHEEL 2013
- 2013年12月27日 - WELCOME TO 2014 -中日本 YEAR END FEAST-
- 2014年04月05日 - ぐるぐるTOIRO 2014
- 2014年06月21日 - YATSUI FESTIVAL! 2014
- 2014年07月05日 - 見放題2014
- 2014年07月20日 - 音・感・色 vol.9 ～ supported by MID-FM
- 2014年08月07日 - onion night!Weekly Jack!2014×梅田シャングリラ9周年祭
- 2014年08月20日 - MUSIC LINXS vol.17
- 2014年09月15日 - ぐるぐる回る2014
- 2014年09月19日 - HAPPY HELLO HAPPY Tour 2014
- 2014年10月04日 - CONNECT 歌舞伎町Music Festival 2014
- 2014年10月13日 - MINAMI WHEEL 2014
- 2015年03月14日・15日 - GLIM SPANKY「褒めろよ」リリースツアー
- 2015年06月07日 - SAKAE SP-RING 2015
- 2015年06月14日・16日 - VINTAGE LEAGUE TOUR 2015 初夏
- 2015年06月17日 - J-WAVE TOKYO REAL-EYES "LIVE SUPERNOVA" vol.103
- 2015年06月21日 - YATSUI FESTIVAL! 2015
- 2015年10月03日 - MEGA☆ROCKS 2015
- 2015年10月12日 - MINAMI WHEEL 2015
- 2015年10月30日 - PROG CHICKEN vol.3
- 2015年11月23日 - 下北沢にて'15
- 2015年12月25日 - 年末調整GIG 2015
- 2016年03月03日 - 爆ひな'16
- 2016年03月04日 - 井乃頭蓄音団 3rdアルバム『グッバイ東京』リリースツアー グッバイ東京ツアー2016
- 2016年03月12日 - TENJIN ONTAQ 2016
- 2016年03月13日 - Beat Happening! 下北沢CIRCUIT PANIC!
- 2016年03月26日 - IMAIKE GO NOW 2016
- 2016年06月04日 - SAKAE SP-RING 2016
- 2016年06月29日 - 「サルベージ計画 vol.5」
- 2016年09月18日 - TOKYO CALLING 2016
- 2016年10月08日 - MINAMI WHEEL 2016
- 2016年12月03日 - 下北沢にて’16
- 2016年12月11日 - ぐるぐるTOIRO 2016
- 2016年12月22日 - 感傷ベクトル 企画「青春の始末 後夜祭 Day2」
- 2017年02月03日 - Shibuya LUSH presents"LUSH!PUSH!!PLAY!!!"
- 2017年03月11日 - TENJ!N ONTAQ 2017
- 2017年03月13日 - 紙コップス、水中、それは苦しいWレコ発
- 2017年03月25日 - IMAIKE GO NOW 2017
- 2017年04月09日 - YOIMACHI 2017
- 2017年04月11日 - Daisybar 12th anniversary "ビスケット・オリバ!!!番外編"
- 2017年05月07日 - GARAGE anniversary "Starman"
- 2017年05月27日 - SOUND CRUSING 2017
- 2017年06月03日 - SAKAE SP-RING 2017
- 2017年10月07日 - MINAMI WHEEL 2017
- 2017年11月04日 - DaisyBar Autumn Fes 2017 ～to wave～
- 2017年11月05日 - 秋のYOIMACHI
- 2017年11月26日 - ティダネシアミュージックフェス in Tokyo
- 2017年11月30日・12月1日 - テスラは泣かない。ツアー"High noble MATCH ! - VS Piano Band series -"
- 2017年12月02日 - 下北沢にて’17
- 2017年12月17日 - パナフェス2017
- 2017年12月20日 - 渋谷LUSH ＜clothing club＞
- 2017年12月30日 - DaisyBar presents <SHIMOKITA AWARD2017>